# Lijst van Britse ministers van Huisvesting
De minister van Huisvesting, Wijken en Lokale Zaken (Engels: Secretary of State for Levelling up, Housing and Communities) leidt het Britse ministerie van Huisvesting.

## Ministers van Openbare Werken van het Verenigd Koninkrijk (1851–1970)
| Minister van Openbare Werken First Commissioner of Works                      | Minister van Openbare Werken First Commissioner of Works                      | Minister van Openbare Werken First Commissioner of Works                      | Ambtstermijn                              | Ambtstermijn                        | Partij             | Premier                               | Kabinet                              | Overige functie(s)      |
| ----------------------------------------------------------------------------- | ----------------------------------------------------------------------------- | ----------------------------------------------------------------------------- | ----------------------------------------- | ----------------------------------- | ------------------ | ------------------------------------- | ------------------------------------ | ----------------------- |
|                                                                               | Edward Seymour                                                                | Heer Seymour Edward Seymour (1804–1885)                                       | 1 augustus 1851                           | 22 februari 1852                    | Whig Party         | John Russell (1846–1852)              | Russell I                            |                         |
|                                                                               | John Manners                                                                  | Heer John Manners (1818–1906)                                                 | 22 februari 1852                          | 28 december 1852                    | Conservative Party | Edward Smith-Stanley (1852)           | Smith-Stanley I                      |                         |
|                                                                               | William Molesworth                                                            | Sir William Molesworth (1810–1855)                                            | 28 december 1852                          | 6 februari 1855                     | Radical            | George Hamilton -Gordon (1852–1855)   | Hamilton-Gordon                      |                         |
|                                                                               | Benjamin Hall                                                                 | Sir Benjamin Hall (1802–1867)                                                 | 6 februari 1855                           | 20 februari 1858                    | Whig Party         | Henry John Temple (1855–1858)         | Temple I                             |                         |
|                                                                               | John Manners                                                                  | Heer John Manners (1818–1906)                                                 | 20 februari 1858                          | 12 juni 1859                        | Conservative Party | Edward Smith-Stanley (1858–1859)      | Smith-Stanley II                     |                         |
|                                                                               |                                                                               | Henry FitzRoy (1807–1859)                                                     | 12 juni 1859                              | 17 december 1859                    | Liberal Party      | Henry John Temple (1859–1865)         | Temple II                            |                         |
| Vacant                                                                        |                                                                               |                                                                               |                                           |                                     |                    | Henry John Temple (1859–1865)         | Temple II                            |                         |
|                                                                               | William Cowper                                                                | Sir William Cowper (1811–1888)                                                | 6 februari 1860                           | 28 juni 1866                        | Liberal Party      | Henry John Temple (1859–1865)         | Temple II                            |                         |
| John Russell (1865–1866)                                                      | William Cowper                                                                | Sir William Cowper (1811–1888)                                                | 6 februari 1860                           | 28 juni 1866                        | Liberal Party      | Russell II                            |                                      |                         |
|                                                                               | John Manners                                                                  | Heer John Manners (1818–1906)                                                 | 28 juni 1866                              | 3 december 1868                     | Conservative Party | Edward Smith-Stanley (1866–1868)      | Smith-Stanley III                    |                         |
| Benjamin Disraeli (1868)                                                      | John Manners                                                                  | Heer John Manners (1818–1906)                                                 | 28 juni 1866                              | 3 december 1868                     | Conservative Party | Disraeli I                            |                                      |                         |
|                                                                               | Austen Henry Layard                                                           | Austen Henry Layard (1817–1894)                                               | 3 december 1868                           | 29 oktober 1869                     | Liberal Party      | William Ewart Gladstone (1868–1874)   | Gladstone I                          |                         |
|                                                                               | Acton Smee Ayrton                                                             | Acton Smee Ayrton (1816–1886)                                                 | 29 oktober 1869                           | 11 augustus 1873                    | Liberal Party      | William Ewart Gladstone (1868–1874)   | Gladstone I                          |                         |
|                                                                               | William Patrick Adam                                                          | William Patrick Adam (1823–1881)                                              | 11 augustus 1873                          | 20 februari 1874                    | Liberal Party      | William Ewart Gladstone (1868–1874)   | Gladstone I                          |                         |
|                                                                               | Henry Lennox                                                                  | Heer Henry Lennox (1821–1886)                                                 | 20 februari 1874                          | 14 augustus 1876                    | Conservative Party | Benjamin Disraeli (1874–1880)         | Disraeli II                          |                         |
|                                                                               | Gerard Noel                                                                   | Gerard Noel (1823–1911)                                                       | 14 augustus 1876                          | 23 april 1880                       | Conservative Party | Benjamin Disraeli (1874–1880)         | Disraeli II                          |                         |
|                                                                               | William Patrick Adam                                                          | William Patrick Adam (1823–1881)                                              | 23 april 1880                             | 31 december 1880                    | Liberal Party      | William Ewart Gladstone (1880–1885)   | Gladstone II                         |                         |
| Vacant                                                                        |                                                                               |                                                                               |                                           |                                     |                    | William Ewart Gladstone (1880–1885)   | Gladstone II                         |                         |
|                                                                               | George Shaw Lefevre                                                           | George Shaw Lefevre (1831–1928)                                               | 30 november 1881                          | 13 february 1885                    | Liberal Party      | William Ewart Gladstone (1880–1885)   | Gladstone II                         | Minister van Posterijen |
|                                                                               | Archibald Primrose                                                            | Graaf van Rosebery Archibald Primrose (1847–1929)                             | 13 february 1885                          | 23 juni 1885                        | Liberal Party      | William Ewart Gladstone (1880–1885)   | Gladstone II                         |                         |
|                                                                               | David Plunket                                                                 | David Plunket (1838–1919)                                                     | 23 juni 1885                              | 28 januari 1886                     | Conservative Party | Robert Gascoyne-Cecil (1885–1886)     | Gascoyne-Cecil I                     |                         |
|                                                                               |                                                                               | Graaf van Morley Albert Parker (1843–1905)                                    | 28 januari 1886                           | 16 april 1886                       | Liberal Party      | William Ewart Gladstone (1886)        | Gladstone III                        |                         |
|                                                                               | Victor Bruce                                                                  | Graaf van Elgin Victor Bruce (1849–1917)                                      | 16 april 1886                             | 20 juli 1886                        | Liberal Party      | William Ewart Gladstone (1886)        | Gladstone III                        |                         |
|                                                                               | David Plunket                                                                 | David Plunket (1838–1919)                                                     | 20 juli 1886                              | 15 augustus 1892                    | Conservative Party | Robert Gascoyne-Cecil (1886–1892)     | Gascoyne-Cecil II                    |                         |
|                                                                               | George Shaw Lefevre                                                           | George Shaw Lefevre (1831–1928)                                               | 15 augustus 1892                          | 5 maart 1894                        | Liberal Party      | William Ewart Gladstone (1892–1894)   | Gladstone IV                         |                         |
|                                                                               | Herbert Gladstone                                                             | Herbert Gladstone (1854–1930)                                                 | 5 maart 1894                              | 25 juni 1895                        | Liberal Party      | Archibald Primrose (1894–1895)        | Primrose                             |                         |
|                                                                               | Aretas Akers-Douglas                                                          | Aretas Akers-Douglas (1851–1926)                                              | 25 juni 1895                              | 12 juli 1902                        | Conservative Party | Robert Gascoyne-Cecil                 | Gascoyne-Cecil III                   |                         |
| Gascoyne-Cecil IV                                                             | Aretas Akers-Douglas                                                          | Aretas Akers-Douglas (1851–1926)                                              | 25 juni 1895                              | 12 juli 1902                        | Conservative Party | Robert Gascoyne-Cecil                 |                                      |                         |
|                                                                               | Robert Windsor-Clive                                                          | Graaf Windsor Robert Windsor-Clive (1857–1923)                                | 12 juli 1902                              | 5 december 1905                     | Conservative Party | Arthur Balfour (1902–1905)            | Balfour                              |                         |
|                                                                               |                                                                               | Lewis Harcourt (1863–1920)                                                    | 5 december 1905                           | 3 november 1910                     | Liberal Party      | Henry Campbell- Bannerman (1905–1908) | Campbell- Bannerman                  |                         |
| Herbert Henry Asquith (1908–1916)                                             | Asquith I                                                                     | Lewis Harcourt (1863–1920)                                                    | 5 december 1905                           | 3 november 1910                     | Liberal Party      |                                       |                                      |                         |
| Herbert Henry Asquith (1908–1916)                                             | Asquith II                                                                    | Lewis Harcourt (1863–1920)                                                    | 5 december 1905                           | 3 november 1910                     | Liberal Party      |                                       |                                      |                         |
| Herbert Henry Asquith (1908–1916)                                             |                                                                               | William Lygon                                                                 | Graaf Beauchamp William Lygon (1872–1938) | 3 november 1910                     | 4 augustus 1914    | Liberal Party                         |                                      |                         |
| Herbert Henry Asquith (1908–1916)                                             | Asquith III                                                                   | William Lygon                                                                 | Graaf Beauchamp William Lygon (1872–1938) | 3 november 1910                     | 4 augustus 1914    | Liberal Party                         |                                      |                         |
| Herbert Henry Asquith (1908–1916)                                             |                                                                               | Auberon Herbert                                                               | Baron Lucas Auberon Herbert (1876–1916)   | 4 augustus 1914                     | 25 mei 1915        | Liberal Party                         |                                      |                         |
| Herbert Henry Asquith (1908–1916)                                             |                                                                               |                                                                               | Lewis Harcourt (1863–1920)                | 25 mei 1915                         | 7 december 1916    | Liberal Party                         | Asquith IV                           |                         |
|                                                                               | Alfred Mond                                                                   | Sir Alfred Mond (1868–1930)                                                   | 7 december 1916                           | 1 april 1921                        | Liberal Party      | David Lloyd George (1919–1922)        | Lloyd George I                       |                         |
| Lloyd George II                                                               | Alfred Mond                                                                   | Sir Alfred Mond (1868–1930)                                                   | 7 december 1916                           | 1 april 1921                        | Liberal Party      | David Lloyd George (1919–1922)        |                                      |                         |
|                                                                               | David Lindsay                                                                 | Graaf van Crawford David Lindsay (1871–1940)                                  | 1 april 1921                              | 23 oktober 1922                     | Conservative Party | David Lloyd George (1919–1922)        |                                      |                         |
|                                                                               | John Baird                                                                    | Sir John Baird (1874–1941)                                                    | 23 oktober 1922                           | 22 januari 1924                     | Conservative Party | Bonar Law (1922–1923)                 | Law                                  | Minister van Transport  |
| Stanley Baldwin (1923–1924)                                                   | John Baird                                                                    | Sir John Baird (1874–1941)                                                    | 23 oktober 1922                           | 22 januari 1924                     | Conservative Party | Baldwin I                             |                                      | Minister van Transport  |
|                                                                               | George Lansbury                                                               | George Lansbury (1859–1940)                                                   | 5 juni 1929                               | 26 augustus 1931                    | Labour Party       | Ramsay MacDonald (1929–1935)          | MacDonald II                         |                         |
|                                                                               | Charles Vane-Tempest-Stewart                                                  | Markies van Londonderry Charles Vane- Tempest- Stewart (1878–1949)            | 26 augustus 1931                          | 5 november 1931                     | Conservative Party | Ramsay MacDonald (1929–1935)          | MacDonald III (Nationaal Kabinet I)  |                         |
|                                                                               | William Ormsby-Gore                                                           | William Ormsby-Gore (1885–1964)                                               | 5 november 1931                           | 16 juni 1936                        | Conservative Party | Ramsay MacDonald (1929–1935)          | MacDonald IV (Nationaal Kabinet II)  |                         |
| Stanley Baldwin (1935–1937)                                                   | William Ormsby-Gore                                                           | William Ormsby-Gore (1885–1964)                                               | 5 november 1931                           | 16 juni 1936                        | Conservative Party | Baldwin III (Nationaal Kabinet III)   |                                      |                         |
| Stanley Baldwin (1935–1937)                                                   |                                                                               | James Stanhope                                                                | Graaf Stanhope James Stanhope (1880–1967) | 16 juni 1936                        | 28 mei 1937        | Baldwin III (Nationaal Kabinet III)   | Conservative Party                   |                         |
|                                                                               | Philip Sassoon                                                                | Sir Philip Sassoon (1888–1939)                                                | 28 mei 1937                               | 7 juni 1939                         | Conservative Party | Neville Chamberlain (1937–1940)       | Chamberlain I (Nationaal Kabinet IV) |                         |
|                                                                               | Herwald Ramsbotham                                                            | Herwald Ramsbotham (1887–1971)                                                | 7 juni 1939                               | 3 april 1940                        | Conservative Party | Neville Chamberlain (1937–1940)       | Chamberlain I (Nationaal Kabinet IV) |                         |
| Chamberlain II                                                                | Herwald Ramsbotham                                                            | Herwald Ramsbotham (1887–1971)                                                | 7 juni 1939                               | 3 april 1940                        | Conservative Party | Neville Chamberlain (1937–1940)       |                                      |                         |
|                                                                               | Herbrand Sackville                                                            | Graaf De La Warr Herbrand Sackville (1900–1976)                               | 3 april 1940                              | 10 mei 1940                         | National Labour    | Neville Chamberlain (1937–1940)       |                                      |                         |
|                                                                               | George Tryon                                                                  | Baron Tryon George Tryon (1871–1940)                                          | 10 mei 1940                               | 3 oktober 1940                      | Conservative Party | Winston Churchill (1951–1955)         | Churchill I                          |                         |
| Minister van Bouwen en Planning Minister of Works and Planning                | Minister van Bouwen en Planning Minister of Works and Planning                | Minister van Bouwen en Planning Minister of Works and Planning                | Ambtstermijn                              | Ambtstermijn                        | Partij             | Premier                               | Kabinet                              | Overige functie(s)      |
|                                                                               | John Reith                                                                    | Sir John Reith (1889–1971)                                                    | 3 oktober 1940                            | 22 februari 1943                    | Onafhankelijk      | Winston Churchill (1951–1955)         | Churchill I                          |                         |
|                                                                               | Wyndham Portal                                                                | Baron Portal Wyndham Portal (1885–1949)                                       | 22 februari 1943                          | 23 februari 1943                    | Conservative Party | Winston Churchill (1951–1955)         | Churchill I                          |                         |
| Minister van Bouwen Minister of Works                                         | Minister van Bouwen Minister of Works                                         | Minister van Bouwen Minister of Works                                         | Ambtstermijn                              | Ambtstermijn                        | Partij             | Premier                               | Kabinet                              | Overige functie(s)      |
|                                                                               | Wyndham Portal                                                                | Baron Portal Wyndham Portal (1885–1949)                                       | 23 februari 1943                          | 22 november 1944                    | Conservative Party | Winston Churchill (1951–1955)         | Churchill I                          |                         |
|                                                                               | Duncan Sandys                                                                 | Duncan Sandys (1908–1987)                                                     | 22 november 1944                          | 26 juli 1945                        | Conservative Party | Winston Churchill (1951–1955)         | Churchill I                          |                         |
| Churchill II                                                                  | Duncan Sandys                                                                 | Duncan Sandys (1908–1987)                                                     | 22 november 1944                          | 26 juli 1945                        | Conservative Party | Winston Churchill (1951–1955)         |                                      |                         |
|                                                                               |                                                                               | George Tomlinson (1890–1952)                                                  | 26 juli 1945                              | 10 februari 1947                    | Labour Party       | Clement Attlee (1945–1951)            | Attlee I                             |                         |
|                                                                               |                                                                               | Charles Key (1883–1964)                                                       | 10 februari 1947                          | 28 februari 1950                    | Labour Party       | Clement Attlee (1945–1951)            | Attlee I                             |                         |
|                                                                               |                                                                               | Richard Stokes (1897–1957)                                                    | 28 februari 1950                          | 26 april 1951                       | Labour Party       | Clement Attlee (1945–1951)            | Attlee II                            |                         |
|                                                                               | George Brown                                                                  | George Brown (1914–1985)                                                      | 26 april 1951                             | 26 oktober 1951                     | Labour Party       | Clement Attlee (1945–1951)            | Attlee II                            |                         |
|                                                                               |                                                                               | Sir David Eccles (1904–1999)                                                  | 26 oktober 1951                           | 18 oktober 1954                     | Conservative Party | Winston Churchill (1951–1955)         | Churchill III                        |                         |
|                                                                               |                                                                               | Nigel Birch (1906–1981)                                                       | 18 oktober 1954                           | 20 december 1955                    | Conservative Party | Winston Churchill (1951–1955)         | Churchill III                        |                         |
| Anthony Eden (1955–1957)                                                      | Eden                                                                          | Nigel Birch (1906–1981)                                                       | 18 oktober 1954                           | 20 december 1955                    | Conservative Party |                                       |                                      |                         |
| Anthony Eden (1955–1957)                                                      | Eden                                                                          |                                                                               | Patrick Buchan-Hepburn                    | Patrick Buchan- Hepburn (1901–1974) | 20 december 1955   | 10 januari 1957                       | Conservative Party                   |                         |
|                                                                               |                                                                               | Hugh Molson (1903–1991)                                                       | 10 januari 1957                           | 14 oktober 1959                     | Conservative Party | Harold Macmillan (1957–1963)          | Macmillan I                          |                         |
|                                                                               |                                                                               | Baron Glendevon John Hope (1912–1996)                                         | 22 oktober 1959                           | 16 juli 1962                        | Unionist Party     | Harold Macmillan (1957–1963)          | Macmillan II                         |                         |
| Minister van Openbare Werken en Bouwen Minister of Public Buildings and Works | Minister van Openbare Werken en Bouwen Minister of Public Buildings and Works | Minister van Openbare Werken en Bouwen Minister of Public Buildings and Works | Ambtstermijn                              | Ambtstermijn                        | Partij             | Premier                               | Kabinet                              | Overige functie(s)      |
|                                                                               | Geoffrey Rippon                                                               | Geoffrey Rippon (1932–2010)                                                   | 16 juli 1962                              | 16 oktober 1964                     | Conservative Party | Harold Macmillan (1957–1963)          | Macmillan II                         |                         |
| Alec Douglas-Home (1963–1964)                                                 | Geoffrey Rippon                                                               | Geoffrey Rippon (1932–2010)                                                   | 16 juli 1962                              | 16 oktober 1964                     | Conservative Party | Douglas-Home                          |                                      |                         |
|                                                                               |                                                                               | Charles Pannell (1902–1980)                                                   | 16 oktober 1964                           | 6 april 1966                        | Labour Party       | Harold Wilson (1964–1970)             | Wilson I                             |                         |
|                                                                               |                                                                               | Reg Prentice (1923–2001)                                                      | 6 april 1966                              | 29 augustus 1967                    | Labour Party       | Harold Wilson (1964–1970)             | Wilson II                            |                         |
|                                                                               |                                                                               | Bob Mellish (1913–1998)                                                       | 29 augustus 1967                          | 30 april 1969                       | Labour Party       | Harold Wilson (1964–1970)             | Wilson II                            |                         |
|                                                                               |                                                                               | John Silkin (1923–1987)                                                       | 30 april 1969                             | 19 juni 1970                        | Labour Party       | Harold Wilson (1964–1970)             | Wilson II                            |                         |
|                                                                               | Julian Amery                                                                  | Julian Amery (1932–2010)                                                      | 19 juni 1970                              | 15 oktober 1970                     | Conservative Party | Edward Heath (1970–1974)              | Heath                                |                         |

## Ministers van Huisvesting van het Verenigd Koninkrijk (1950–heden)
| Minister van Huisvesting en Lokale Zaken Secretary of State for Housing and Local Government                      | Minister van Huisvesting en Lokale Zaken Secretary of State for Housing and Local Government                      | Minister van Huisvesting en Lokale Zaken Secretary of State for Housing and Local Government                      | Ambtstermijn      | Ambtstermijn      | Partij             | Premier                       | Kabinet             | Overige functie(s)                       |
| --- | --- | --- | ----------------- | ----------------- | ------------------ | ----------------------------- | ------------------- | ---------------------------------------- |
| | Hugh Dalton | Hugh Dalton (1887–1962)                                                                                           | 28 februari 1950  | 26 oktober 1951   | Labour Party       | Clement Attlee (1945–1951)    | Attlee II           |                                          |
| | Harold Macmillan                                                                                                  | Harold Macmillan (1894–1986)                                                                                      | 26 oktober 1951   | 18 oktober 1954   | Conservative Party | Winston Churchill (1951–1955) | Churchill III       |                                          |
| | Duncan Sandys | Duncan Sandys (1908–1987)                                                                                         | 18 oktober 1954   | 10 januari 1957   | Conservative Party | Winston Churchill (1951–1955) | Churchill III       |                                          |
| Anthony Eden (1955–1957)                                                                                          | Duncan Sandys | Duncan Sandys (1908–1987)                                                                                         | 18 oktober 1954   | 10 januari 1957   | Conservative Party | Eden                          |                     |                                          |
| | | Henry Brooke (1903–1984)                                                                                          | 10 januari 1957   | 9 oktober 1961    | Conservative Party | Harold Macmillan (1957–1963)  | Macmillan I         | Minister voor Wales                      |
| Macmillan II | | Henry Brooke (1903–1984)                                                                                          | 10 januari 1957   | 9 oktober 1961    | Conservative Party | Harold Macmillan (1957–1963)  |                     | Minister voor Wales                      |
| | | Charles Hill (1904–1989)                                                                                          | 9 oktober 1961    | 13 juli 1962      | Conservative Party | Harold Macmillan (1957–1963)  | Minister voor Wales |                                          |
| | | Sir Keith Joseph (1918–1994)                                                                                      | 13 juli 1962      | 16 oktober 1964   | Conservative Party | Harold Macmillan (1957–1963)  | Minister voor Wales |                                          |
| Alec Douglas-Home (1963–1964)                                                                                     | Douglas-Home | Sir Keith Joseph (1918–1994)                                                                                      | 13 juli 1962      | 16 oktober 1964   | Conservative Party |                               | Minister voor Wales |                                          |
| | Dick Crossman | Dick Crossman (1907–1974)                                                                                         | 16 oktober 1964   | 11 augustus 1966  | Labour Party       | Harold Wilson (1964–1970)     | Wilson I            |                                          |
| Wilson II | Dick Crossman | Dick Crossman (1907–1974)                                                                                         | 16 oktober 1964   | 11 augustus 1966  | Labour Party       | Harold Wilson (1964–1970)     |                     |                                          |
| | Tony Greenwood | Tony Greenwood (1911–1982)                                                                                        | 11 augustus 1966  | 6 oktober 1969    | Labour Party       | Harold Wilson (1964–1970)     |                     |                                          |
| | Tony Crosland | Tony Crosland (1918–1977)                                                                                         | 6 oktober 1969    | 19 juni 1970      | Labour Party       | Harold Wilson (1964–1970)     |                     |                                          |
| | | Peter Walker (1932–2010)                                                                                          | 19 juni 1970      | 15 oktober 1970   | Conservative Party | Edward Heath (1970–1974)      | Heath               |                                          |
| Vacant | | |                   |                   |                    | Edward Heath (1970–1974)      | Heath               |                                          |
| Vacant | Vacant | Vacant | Vacant            | Vacant            | Vacant             | Harold Wilson (1974–1976)     | Wilson III          |                                          |
| Vacant | Vacant | Vacant | Vacant            | Vacant            | Vacant             | James Callaghan (1976–1979)   | Callaghan           |                                          |
| Vacant | Vacant | Vacant | Vacant            | Vacant            | Vacant             | Margaret Thatcher (1979–1990) | Thatcher I          |                                          |
| Vacant | Vacant | Vacant | Vacant            | Vacant            | Vacant             | Margaret Thatcher (1979–1990) | Thatcher II         |                                          |
| Vacant | Vacant | Vacant | Vacant            | Vacant            | Vacant             | Margaret Thatcher (1979–1990) | Thatcher III        |                                          |
| Vacant | Vacant | Vacant | Vacant            | Vacant            | Vacant             | John Major (1990–1997)        | Major I             |                                          |
| Vacant | Vacant | Vacant | Vacant            | Vacant            | Vacant             | John Major (1990–1997)        | Major II            |                                          |
| Minister van Regionale Zaken Secretary of State for the Regions                                                   | Minister van Regionale Zaken Secretary of State for the Regions                                                   | Minister van Regionale Zaken Secretary of State for the Regions                                                   | Ambtstermijn      | Ambtstermijn      | Partij             | Premier                       | Kabinet             | Overige functie(s)                       |
| | John Prescott | John Prescott (1938–2024)                                                                                         | 2 mei 1997        | 8 juni 2001       | Labour Party       | Tony Blair (1997–2007)        | Blair I             | Vicepremier                              |
| Minister van Transport                                                                                            | John Prescott | John Prescott (1938–2024)                                                                                         | 2 mei 1997        | 8 juni 2001       | Labour Party       | Tony Blair (1997–2007)        | Blair I             |                                          |
| Minister van Milieu                                                                                               | John Prescott | John Prescott (1938–2024)                                                                                         | 2 mei 1997        | 8 juni 2001       | Labour Party       | Tony Blair (1997–2007)        | Blair I             |                                          |
| | Stephen Byers | Stephen Byers (1953)                                                                                              | 8 juni 2001       | 29 mei 2002       | Labour Party       | Tony Blair (1997–2007)        | Blair II            | Minister van Transport                   |
| | Alistair Darling                                                                                                  | Alistair Darling (1953–2023)                                                                                      | 29 mei 2002       | 5 mei 2005        | Labour Party       | Tony Blair (1997–2007)        | Blair II            | Minister van Transport                   |
| Minister van Wijken en Lokale Zaken Secretary of State for Communities and Local Government                       | Minister van Wijken en Lokale Zaken Secretary of State for Communities and Local Government                       | Minister van Wijken en Lokale Zaken Secretary of State for Communities and Local Government                       | Ambtstermijn      | Ambtstermijn      | Partij             | Premier                       | Kabinet             | Overige functie(s)                       |
| | David Miliband | David Miliband (1965)                                                                                             | 5 mei 2005        | 6 mei 2006        | Labour Party       | Tony Blair (1997–2007)        | Blair III           | Kanselier van het Hertogdom Lancaster    |
| Minister voor Overheidsbeleid                                                                                     | David Miliband | David Miliband (1965)                                                                                             | 5 mei 2005        | 6 mei 2006        | Labour Party       | Tony Blair (1997–2007)        | Blair III           |                                          |
| | Ruth Kelly | Ruth Kelly (1968)                                                                                                 | 6 mei 2006        | 27 juni 2007      | Labour Party       | Tony Blair (1997–2007)        | Blair III           | Minister voor Vrouwen en Gelijkheid      |
| | Hazel Blears | Hazel Blears (1956)                                                                                               | 27 juni 2007      | 5 juni 2009       | Labour Party       | Gordon Brown (2007–2010)      | Brown               |                                          |
| | John Denham | John Denham (1953)                                                                                                | 5 juni 2009       | 11 mei 2010       | Labour Party       | Gordon Brown (2007–2010)      | Brown               |                                          |
| | Eric Pickles | Eric Pickles (1952)                                                                                               | 11 mei 2010       | 9 mei 2015        | Conservative Party | David Cameron (2010–2016)     | Cameron I           |                                          |
| | Greg Clark | Greg Clark (1967)                                                                                                 | 9 mei 2015        | 13 juli 2016      | Conservative Party | David Cameron (2010–2016)     | Cameron II          |                                          |
| | Sajid Javid | Sajid Javid (1969)                                                                                                | 13 juli 2016      | 8 januari 2018    | Conservative Party | Theresa May (2016–2019)       | May I               |                                          |
| May II | Sajid Javid | Sajid Javid (1969)                                                                                                | 13 juli 2016      | 8 januari 2018    | Conservative Party | Theresa May (2016–2019)       |                     |                                          |
| Minister van Huisvesting, Wijken en Lokale Zaken Secretary of State for Housing, Communities and Local Government | Minister van Huisvesting, Wijken en Lokale Zaken Secretary of State for Housing, Communities and Local Government | Minister van Huisvesting, Wijken en Lokale Zaken Secretary of State for Housing, Communities and Local Government | Ambtstermijn      | Ambtstermijn      | Partij             | Premier                       | Kabinet             | Overige functie(s)                       |
| | Sajid Javid | Sajid Javid (1969)                                                                                                | 8 januari 2018    | 30 april 2018     | Conservative Party | Theresa May                   | May II              |                                          |
| | James Brokenshire                                                                                                 | James Brokenshire (1968–2021)                                                                                     | 30 april 2018     | 24 juli 2019      | Conservative Party | Theresa May                   | May II              |                                          |
| | Robert Jenrick | Robert Jenrick (1982)                                                                                             | 24 juli 2019      | 15 september 2021 | Conservative Party | Boris Johnson (2019–2022)     | Johnson I           |                                          |
| Johnson II | Robert Jenrick | Robert Jenrick (1982)                                                                                             | 24 juli 2019      | 15 september 2021 | Conservative Party | Boris Johnson (2019–2022)     |                     |                                          |
| | Michael Gove | Michael Gove (1967)                                                                                               | 15 september 2021 | 6 juli 2022       | Conservative Party | Boris Johnson (2019–2022)     |                     |                                          |
| | Greg Clark | dr. Greg Clark (1967)                                                                                             | 7 juli 2022       | 6 september 2022  | Conservative Party | Boris Johnson (2019–2022)     |                     |                                          |
| Minister van Huisvesting, Wijken en Lokale Zaken Secretary of State for Levelling up, Housing and Communities     | Minister van Huisvesting, Wijken en Lokale Zaken Secretary of State for Levelling up, Housing and Communities     | Minister van Huisvesting, Wijken en Lokale Zaken Secretary of State for Levelling up, Housing and Communities     | Ambtstermijn      | Ambtstermijn      | Partij             | Premier                       | Kabinet             | Overige functie(s)                       |
| | Simon Clarke | Simon Clarke (1984)                                                                                               | 6 september 2022  | 25 oktober 2022   | Conservative Party | Liz Truss (2022)              | Truss               |                                          |
| | Michael Gove | Michael Gove (1967)                                                                                               | 25 oktober 2022   | 5 juli 2024       | Conservative Party | Rishi Sunak (2022–2024)       | Sunak               | Minister voor Intergouvernementele Zaken |
| | Angela Rayner | Angela Rayner (1980)                                                                                              | 5 juli 2024       | heden             | Labour Party       | Keir Starmer (2024–heden)     | Starmer             | Vicepremier                              |